# Wilhelmina Gunther
Wilhelmina Maria Gunther (ur. 18 lipca 1917 w Poznaniu, zm. 9 czerwca 1944 w Berlinie) - Polka pochodzenia niemieckiego, pracowniczka wywiadu Armii Krajowej, urzędniczka.

## Życiorys
Urodziła się 18 lipca 1917 roku w Poznaniu jako jedyne dziecko w niemiecko-polskiej rodzinie krawca Wilhelma i Marianny z domu Bardzińskiej. Młoda rodzina mieszkała w kamienicy numer 6 (mieszkanie numer 7) na Piekarach. Ukończyła niemiecką Volksschule (szkoła ludowa) i niemieckie Gimnazjum Schillera (obecnie budynek VI Liceum Ogólnokształcącego im. Ignacego Jana Paderewskiego). Następnie uczęszczała do Miejskiej Szkoły Handlowej, gdzie poznała polskie koleżanki: Zofię Ścibór, Zofię Cielecką, Gertrudę Leńską i innych z przyszłego wywiadu.

Wilhelmine była moją koleżanką, znałam ją bardzo dobrze. Urodziła się na Staszica 23, potem wyprowadziła się z rodzicami na Piekary 6. Spotykałyśmy się wielokrotnie. Wilka mówiła po polsku tak jak my. Tylko jej ojciec nie mówił po polsku, co mu wszyscy wokół mieli za złe

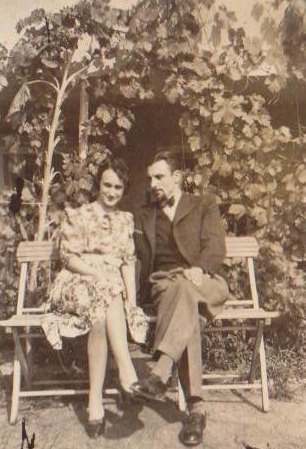
Wilhelmina Gunther i Antoni Jagła

Po zajęciu Poznania przez Niemcy we wrześniu 1939 niemieckie władze zamknęły polskie szkoły, w tym Miejską Szkołę Handlową, do której chodziła Wilhelmina. W listopadzie 1939 r. rodzina Gunther została wpisana na volkslistę.
Od 1941 Wilhelmina pracowała jako urzędniczka w różnych biurach i równolegle spotykała się z Antonim Jagłą, który był jej sąsiadem. Pomimo miłości nie mogli się pobrać, ponieważ wszelkie kontakty Niemek z Polakami (przedstawicielami słowiańskiej rasy "podludzi") były zabronione.
15 grudnia 1941 roku – świętujący 30. urodziny – Antoni Jagła został aresztowany przez gestapo. Według polskich źródeł był to skutek działania ojca Wilhelminy, z akt gestapo z kolei wynika, że Antoni miał rodzinę w Niemczech i miał nadzieję, że dzięki temu uzyska zgodę niemieckiego urzędu na poślubienie Wilhelminy. Wkrótce Antoni zostaje wysłany do Auschwitz, gdzie zginął 7 września 1942 roku. Sama Wilhelmina 15 sierpnia 1942 roku w szpitalu na ul. Polnej urodziła córeczkę Marię, która zmarła wkrótce po porodzie, a Wilhelmina została aresztowana za współżycie z Polakiem, tzw. „zhańbienie rasy”.

### Działalność konspiracyjna
Po wyjściu na wolność z trzytygodniowego aresztu Wilhelmina zacieśniła kontakty z polskimi koleżankami ze czasów szkolnych, między innymi z Zofią Rapp – łączniczką wywiadu Komendy Głównej Armii Krajowej i zdecydowała dołączyć do siatki wywiadowczej S-VII.

Z powodu represji Niemców zastosowanych wobec jej narzeczonego Antoniego Jagły, który zginął (.) na skutek denuncjacji jej ojca, Wilka zaprzysięgła zemstę okupantowi

Zimą 1942 roku Wilhelmina złożyła przysięgę żołnierza Armii Krajowej w Warszawie i dostała pseudonim „Wilka” (tak ją w szkole „ochrzciły” koleżanki).

Zadaniem Wilhelminy w konspiracji było zbieranie informacji dot. funkcjonowania niemieckich zakładów i fabryk w Poznaniu, przede wszystkim Deutsche Waffen- und Munitionsfabrik (Cegielskiego), gdzie Niemcy produkowali m.in. karabiny maszynowe, armatki lotnicze, odlewy do maszyn amunicyjnych, łuski armatnie i karabinowe.

Wilhelmina Gunther z mamą Marianną

Meldunki siatki S-VII w Poznaniu przyjmowała w swoim mieszkaniu na Wildzie Zofia Cielecka, gdzie je szyfrowała i przekazywała kurierkom do Warszawy. Drugim punktem kontaktowym z kolei było mieszkanie rodziny Gunther.
W marcu 1942 roku na zlecenie centrali zatrudniła się w Związku Koleżeńskim Policyjnych Urzędników Niemieckich w Poznaniu (Kameradschaftsbund) jako urzędniczka. Z pracy dostarczała S-VII informacje o nastrojach w niemieckiej policji. 

### Areszt i strata
Od początku 1943 roku zaczęła się fala aresztów, po Wilhelminę przyszli 3 listopada 1943 roku i zabrali ją wraz z matką do Domu Żołnierza – siedziby gestapo w Poznaniu. Ponieważ Wilhelmina i jej matka były obywatelkami III Rzeszy, gestapowcy wyłączyli ich sprawy do odrębnego postępowania i wywieźli ich do więzienia w Lipsku, następnie do więzienia na Moabicie, potem na Barnimstraße, a na sam koniec do więzienia w Berlin-Plötzensee. 

Kochany ojcze, mijają już dwa miesiące, jak napisałam do Ciebie. Nie otrzymałam jednak od Ciebie do dziś ani słowa. Jestem z tego powodu niespokojna. Mama też nic od Ciebie nie słyszała. Czy jesteś chory, czy może twoja praca tak cię angażuje, że nie możesz choć raz napisać mi parę słów, czy może masz inny powód, że milczysz? Proszę Cię, nie rób mi tego, a przede wszystkim nie rób tego mamie [der Mama – cyt.], ponieważ bardzo przez to cierpi. Nie wiem, czy masz wyobrażenie, o co się nas oskarża. Mogę cię jednak zapewnić co do jednego: mama nie jest ani trochę winna [zdanie podkreślone]. Wina leży po mojej stronie

26 kwietnia 1944 roku Trybunał Ludowy w Berlinie orzekł, że Wilhelmina świadomie uczestniczyła w „nielegalnej polskiej organizacji szpiegowskiej” i ogłaszali wyrok: Wilhelmina Günther winna zdrady stanu! Kara śmierci oraz przepadek praw honorowych. Matka Wilhelminy z kolei została uniewinniona, trybunał uznał, że nie miała wiedzy o szpiegowskiej działalności córki.

Proszę jako cierpiący ojciec, który czuje prawdziwie po niemiecku i zamierza w wieku 57 lat zachować dla siebie i żony młode życie mojego jedynego dziecka. Moje serce krwawi gorzkim bólem […]. Tak młode życie ludzkie być może popełniło błędy, ale nigdy motywy tych działań nie były przestępcze. Co do tego jestem, znając Wilhelminę, całkowicie pewien” – uzasadnia ojciec. I bierze część winy na siebie: „Moje 27-letnie małżeństwo nie było od początku całkiem szczęśliwe; z tego powodu dałem mojej jedynej córce trochę za wiele swobody, tak że jako młoda, niedoświadczona dziewczyna została wciągnięta przez szkolną koleżankę w tę smutną aferę. Tylko z powodu całkowitego braku doświadczenia i nieśmiałości znalazła się całkowicie pod wpływem koleżanki i przyjaciółki rosyjskiego wspólnika.
Cała moja rodzina jest czystej krwi niemieckiej i prawdziwymi Niemcami. Heil Hitler!

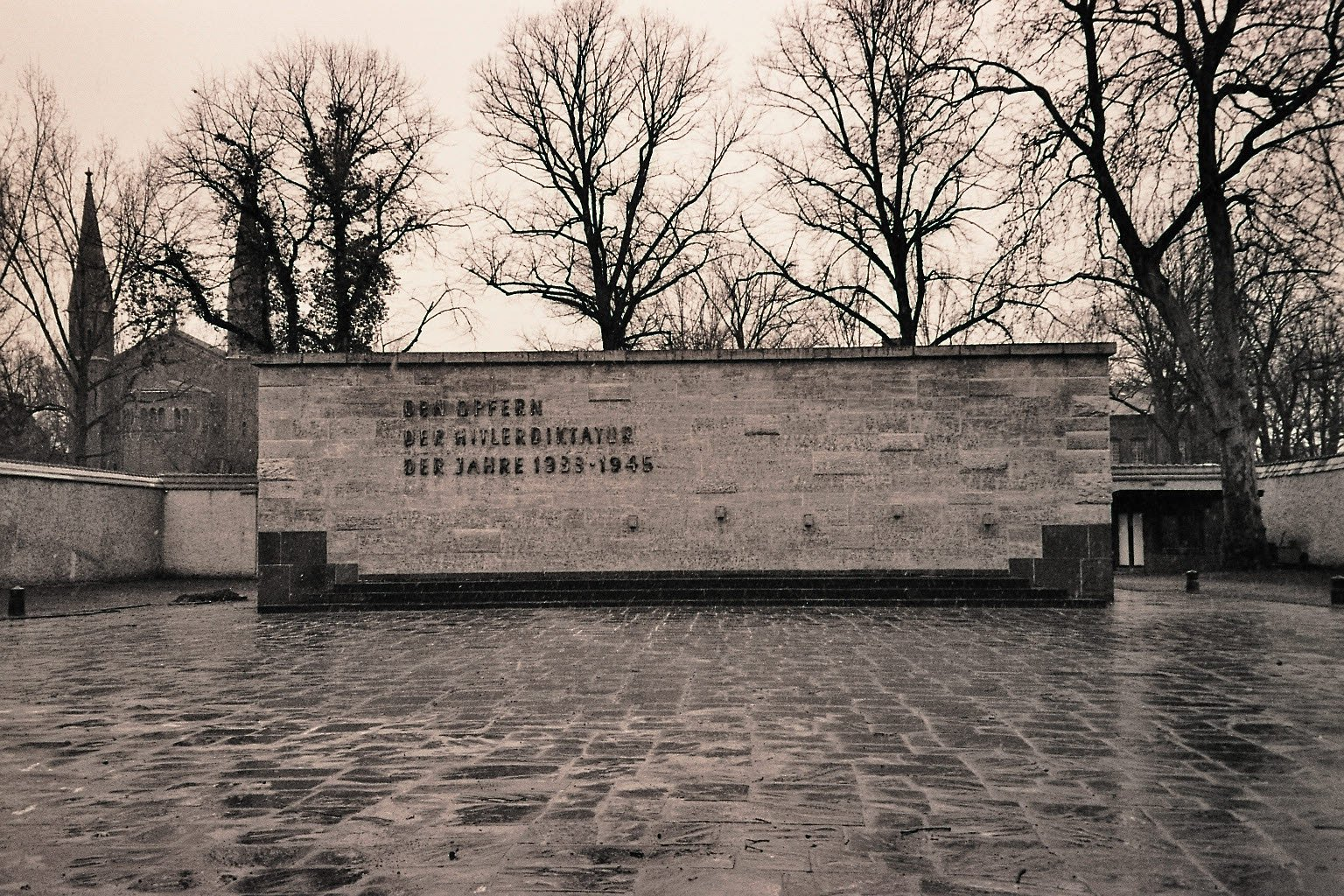
Ściana upamiętniająca ofiary nazizmu w Berlin-Plötzensee

W piątek 9 czerwca 1944 roku o godz.13:02 w więzieniu w Berlin-Plötzensee pod nadzorem kierownika egzekucji Klüver kat Röttgera wykonał wyrok.
Z pisma do zarządu Trybunału Ludowego - stracona 9 czerwca 1944 Wilhelmine Günther pozostawiła w tutejszym więzieniu następujące rzeczy:1 płaszcz, 1 suknia, 1 biustonosz, 1 gorset, 7 ręczników, 1 pasek, 1 para butów, 1 para rajstop, 1 para rękawiczek, 2 szale, 1 kołnierzyk. Wcześniej do depozytu tutejszego więzienia przekazane zostało 35 Reichsmarek 57 fenigów jej własnych pieniędzy, 1 pióro wieczne, jak również 1 ołówek. Wilhelmina wyraziła przed śmiercią wolę, by spuściznę po niej przekazać jej matce.
Ciała Wilhelminy nie wydano rodzinie, jej ciało jak wiele innych ciał ściętych kobiet posłużyło do badań anatomicznych doktora Hermann Stievena. Wilhelmina była oznaczona na jego liście numerem 128. Miejsce pochówku Wilhelminy nie jest wiadome.

### Upamiętnienie
Wilhelmina Günther jest jedną z bohaterek powieści Piotra Bojarskiego „Coraz ciemniej w Wartheland”.